# 国鉄9600形蒸気機関車

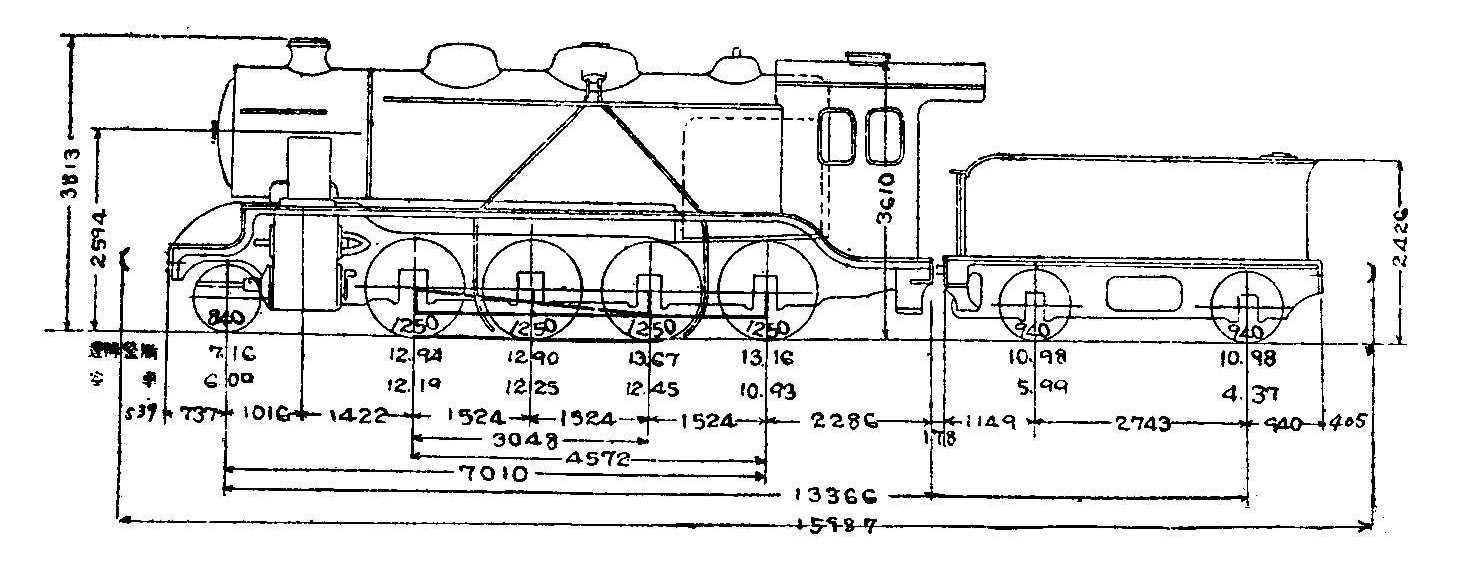
形式図 (9600 - 9617)

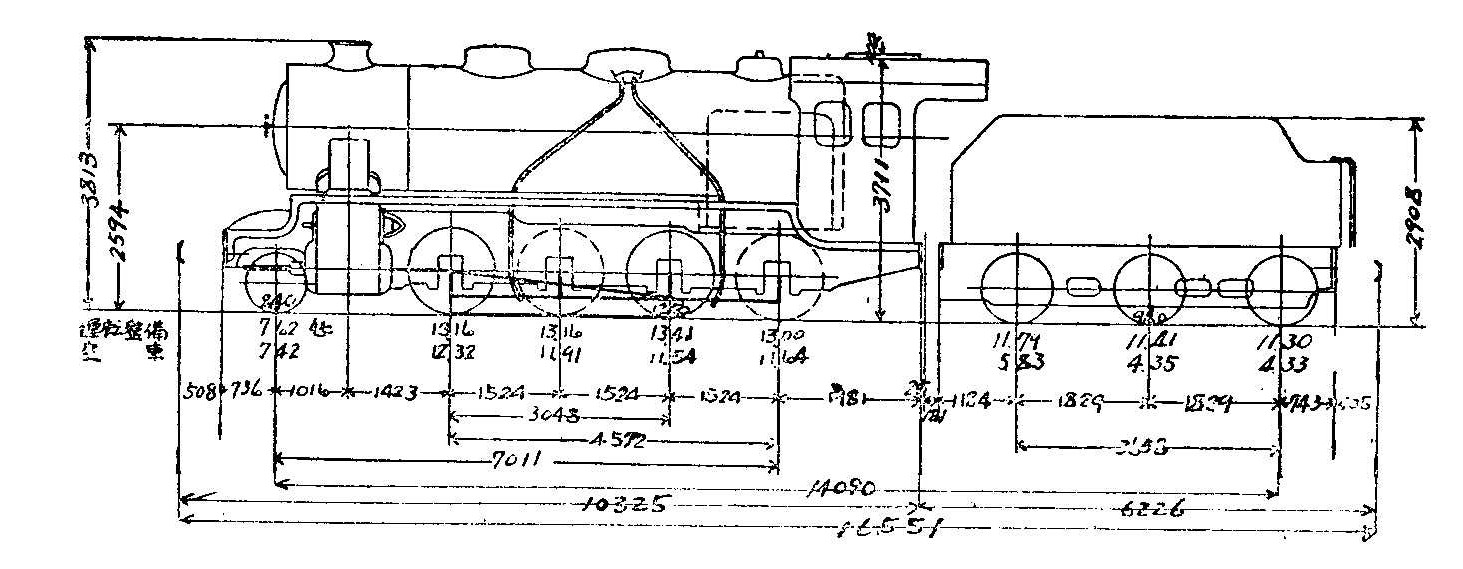
形式図 (9618 -)

国鉄9600形蒸気機関車（こくてつ9600がたじょうききかんしゃ）は、日本国有鉄道（国鉄）の前身である鉄道院が1913年（大正2年）から製造した、日本で初めての本格的な国産貨物列車牽引用のテンダー式蒸気機関車で、誕生当時の正式名は「鉄道院第九六００號形式機関車」であった。「キューロク」、「クンロク」あるいは「山親爺」と愛称され、四国を除く日本全国で長く使用された。国鉄において最後まで稼動した蒸気機関車ともなった、長命な形式である。
9600形という形式は、1912年度に12両が試作された2-8-0 (1D) 型過熱式テンダー機関車が最初に使用 (9600 - 9611) したが、本形式に形式を明け渡すため、落成後わずか3か月で9580形 (9580 - 9591) に改められた。したがって、本形式は9600形の2代目である。

## 概要
本形式は、1913年（大正2年）3月に先行製作された軸配置2-8-0 (1D) 型の過熱式テンダー機関車初代9600形（9580形）の欠点を改良すべく設計されたものである。2-8-0は、当時「八輪連結十輪テンダー機関車」と称し、アメリカではコンソリデューションタイプと名付けられ、貨物列車や勾配線用として広く採用されていた。
明治末期の大型輸入機の設計を参考にし、独創的な発想で日本の国情によく合致する性能の機関車となった。狭軌鉄道向け機関車としては従来は搭載不可能と考えられてきた巨大なボイラーを、台枠の上に火室を載せてしまうことで搭載可能とした。そのため出力は上がったが、ボイラー中心高さは当時の狭軌用蒸気機関車最高の2,591mmとなり、重心位置が非常に高く、小輪径の動輪もあって常用最高速度は65km/hと高速走行は苦手であった。
このような構造を採用すれば、重心位置が高くなるのは設計段階から明らかであったが、あえてこの構造を採用したのは、同様の構造を採用していたプロイセン王国（当時）・ボルジッヒ社製の8850形の使用成績が良好で、さらに同社の確信ある提言があったからに他ならない。実際、9600形の使用上、それが問題になることはなかった。
設計当初は8850形のように圧延鋼板を切り抜いた棒台枠を採用する予定であったが、国内では製造することができず、やむなく従来どおりの軟鋼板製の板台枠式となった。初期の製造車では、ピストンバルブをシュミット社から輸入し、軸バネも川崎造船所が輸入した貯蔵品を使用したため、厳密にいうと標榜したような純国産とはいかなかったが、9618号機以降は看板どおりの純国産となり、設計も変更された。外観上、運転台下部のラインが、S字形屈曲から乙字形屈曲に変更されたのが目立つ。
9600形の特徴としては、左右動輪のクランクピンの位相が、通常の右先行型に対し、逆の左先行型となっていることがあげられる。これは、動輪の釣合錘の位置をプロイセン製機関車に倣って、回転軸を含む平面で動輪全体の回転質量のバランスを取るクロスバランシングを取り入れ、クランクピンから180°の位置からわずかにずらす設計変更を行なった際に、右先行の場合は後ろに、左先行の場合は前にずらすのを設計者の太田吉松（おおたきちまつ）が逆向きに間違え、それが当時の車両局長・朝倉希一をも素通りしてしまったのが原因である。つまり、本来右先行で設計されたものが、釣合錘のずらし方を間違えたのを救済するために左右動輪の位相を逆にセットし、左先行型として活かされたというのが真相である。製造は、この異例の構造のまま770両（全製造数は828両）まで続いたが、設計変更がなされないままでの生産続行の理由は判明していない。当時の日本は基礎技術力が低く、経済的にも恵まれた状況ではなかったため、容易に設計変更には踏み切れなかったと推測される。後に、朝倉は左足から歩を進めるというので「武士道機関車」と名付けている。左先行の設計を改めるべきとの意見も出ていたが、設計の違う2種類の9600形が混在すれば、さらなる混乱を招く恐れがあり（朝倉は二種類の9600が存在するのは面白くない、と言葉を濁している）訂正されなかった。
なお、設計ミスを否定する証言も残っており、輸入した機関車に左先行のものがいくつかあり、こちらの方が良いという見方も出ていたため、9600もそれを意識したのではないかとの意見も存在する。
また、製造当時は標準軌への改軌構想があったため、標準軌への改造を考慮した設計がされていたというのが通説であるが、朝倉や島秀雄はこれを明確に否定している。「満州事変中に内密に指令があったとき、軸守箱と担バネを台枠の外側に移せば、台枠をくずさずにすむ簡単な方法を偶然発見した。これは日支事変まで伏せてあり、実施のとき役立った。」と2人は自伝中で述べている。蒸気機関車研究家の臼井茂信はこれについて、広軌改築論を偏執的に耳にしていた原設計者の太田がここぞの「隠し設計」として胸三寸に収めていたのではないかとも指摘しているが真相は不明である。
なお、9600形は、1918年（大正7年）に石炭を満載した10トン貨車75両を牽引して北海道室蘭本線を走行した。これは日本で蒸気機関車が最も多くの車両を連結した記録である。

### 9600 - 9617のテンダーについて
一般的な9600形のテンダー（炭水車）は、台車が3軸固定式の水タンク13m3、燃料6t積載のものであるが、最初に製造された9600 - 9617の18両については、小型の水タンク9m3、燃料2.5tで2軸固定式台車であった。これは、東海道本線（当時）山北 - 御殿場間、沼津 - 御殿場間の箱根越え区間の推進（補助機関車）用として設計されたためである。しかし、予定どおり箱根越え用に配置されたのは9610 - 9617の8両のみで、9600 - 9609の10両は神戸鉄道局に配置された。その後に製造された9600形は前述のように3軸テンダーとして石炭と水の積載量を増加したため、2軸の小型テンダーでは、別運用を組まねばならないなど、運用に不都合が生じるようになっていた。
しばらくの間は、そのままで凌いでいたものの、1923年（大正12年）2月から3月にかけ、鷹取工場で9600 - 9605の6両について標準タイプのテンダーと交換された。その時余剰となった2軸テンダー2両は、同時期に鷹取工場で組み立てられていたロータリー式雪かき車ユキ300形（後のキ600形）2両に連結されたが、後年不足を生じて大容量のテンダーに交換されたという。残りの4両分については、水運車ミ160形となった。
残りの12両についても、引き続いて交換が計画されていたようであるが、これらについては1925年度までずれ込んだ。この遅れは、1923年（大正12年）9月1日に発生した関東大震災によるものと推定されている。つまり、それどころではなくなった、ということである。これらの改造（交換）については、テンダーを新製せず、既存の6700形のテンダーとの振り替えによって実施された。テンダーを供出したのは、6704 - 6708, 6728 - 6734であったが、その後の6700形/B50形同士のテンダー交換によって乱れを生じている。
また、9608は戦前、2軸ボギー式テンダーを連結していたことが知られており、テンダーの交換、振替が長期間かつ広範囲に行われていたことが推測される。

## 製造
メーカーは大半が川崎造船所（686両）だが、汽車製造（69両）、鉄道院小倉工場（15両）で製造されたものもある。1913年（大正2年）を製造初年とし、1926年（大正15年）までの間に770両（9600 - 79669。ただし、百位への繰り上がりは万位に表示され、数字的には連続していない。付番法については後述）が量産された。このほかに三菱大夕張鉄道、夕張鉄道、美唄鉄道の自社発注や、樺太庁鉄道、台湾総督府鉄道向けなどに断続的に同形機が生産され、最終製造年は実に1941年（昭和16年）である。樺太庁鉄道に納入された同形機5両 (D501 - 5) は、1943年（昭和18年）の南樺太の内地編入にともない鉄道省籍となり、79670 - 79674に、樺太鉄道向けに製造された細部の異なる準同形機80形9両 (80 - 88) も、樺太庁鉄道を経て79680 - 79688（79675 - 79679は欠番）となっている。樺太向けの14両を鉄道省としての製造両数に含め、製造両数を784両と記載している文献もある。
製造年度ごとの番号と両数は次のとおり。
- 1913年度（18両）
  - 川崎造船所（18両）：9600 - 9617（製造番号73 - 90）
- 1914年度（40両）
  - 川崎造船所（40両）：9618 - 9657（製造番号127 - 166）
- 1915年度（30両）
  - 川崎造船所（30両）：9658 - 9687（製造番号167, 196 - 226）
- 1916年度（30両）
  - 川崎造船所（30両）：9688 - 9699, 19600 - 19617（製造番号253 - 282）
- 1917年度（60両）
  - 川崎造船所（54両）：19618 - 19671（製造番号292 - 296, 313 - 361）
  - 小倉工場（6両）：29638 - 29643（製造番号1 - 6）
- 1918年度（98両）
  - 川崎造船所（59両）：19672 - 19682, 29613 - 29637, 29653 - 29675（製造番号362 - 397, 421 - 443）
  - 汽車製造（30両）：19683 - 19699, 29600 - 29612（製造番号280 - 289, 297 - 316）
  - 小倉工場（9両）：29644 - 29652（製造番号7 - 15）
- 1919年度（126両）
  - 川崎造船所（111両）：29676 - 29699, 39600 - 39612, 39628 - 39699, 49600, 49601（製造番号444 - 554）
  - 汽車製造（15両）：39613 - 39627（製造番号359 - 373）
- 1920年度（73両）
  - 川崎造船所（73両）：49602 - 49674（製造番号555 - 627）
- 1921年度（90両）
  - 川崎造船所（90両）：49675 - 49699, 59600 - 59664（製造番号674 - 766）
- 1922年度（101両）
  - 川崎造船所（101両）：59665 - 59699, 69600 - 69665（製造番号767 - 867）
- 1923年度（88両）
  - 川崎造船所（68両）：69666 - 69699, 79600 - 79633（製造番号906 - 981, 1041 - 1044）
  - 汽車製造（20両）：79638 - 79657（製造番号788 - 807）
- 1924年度（4両）
  - 川崎造船所（4両）：79634 - 79637（製造番号1045 - 1048）
- 1925年度（12両）
  - 川崎造船所（8両）：79658 - 79665（製造番号1093 - 1100）
  - 汽車製造（4両）：79666 - 79669（製造番号866 - 869）

### 樺太鉄道80形
80形は、樺太鉄道に納入された鉄道省9600形の準同形車で、9両全車が汽車製造で新製された。ボイラー容量がやや小さく、テンダーは2軸ボギー台車を2つ履いており、運転台は耐寒構造の密閉式となっており、当初から除煙板を装備しているのが鉄道省のものと異なっている。また、樺太の鉄道の仕様として、自動連結器の取付位置が低い。樺太庁鉄道に買収された後、1943年、鉄道省に編入され、79680 - 79688となった。
- 1928年（4両）：樺太鉄道80 - 83 → 樺太庁鉄道80 - 83 → 鉄道省79680 - 79683（製造番号1019 - 1022）
- 1930年（1両）：樺太鉄道84 → 樺太庁鉄道84 → 鉄道省79684（製造番号1140）
- 1935年（3両）：樺太鉄道85 - 87 → 樺太庁鉄道85 - 87 → 鉄道省79685 - 79687（製造番号1265 - 1267）
- 1936年（1両）：樺太鉄道88 → 樺太庁鉄道88 → 鉄道省79688（製造番号1392）

### 樺太庁鉄道D50形
D50形は、樺太庁鉄道に納入された鉄道省9600形の同形車で、5両が製造された。煙突前側に給水加熱器を装備している。運転台が耐寒構造の密閉型で連結器の取付け高さが低いのは、80形と同様である。1943年、鉄道省に編入され、79670 - 79674となった。
- 1936年：樺太庁鉄道D501 → 9600 → 鉄道省79670（川崎車輛・製造番号1642）
- 1937年：樺太庁鉄道D502 → 9601 → 鉄道省79671（日立製作所・製造番号780）
- 1938年：樺太庁鉄道D503 → 9602 → 鉄道省79672（川崎車輛・製造番号1908）
- 1940年：樺太庁鉄道D504 → 9603 → 鉄道省79673（川崎車輛・製造番号2275）
- 1940年：樺太庁鉄道D505 → 9604 → 鉄道省79674（川崎車輛・製造番号2276）

### 台湾総督府鉄道800形
800形は、台湾総督府鉄道に納入された鉄道省9600形の同形車で、1923年（大正12年）から1939年（昭和14年）にかけて、39両 (800 - 838) が製造された。こちらは、鉄道省籍に編入されたことはない。1937年にD98形に改められたが、番号は変更されなかった。太平洋戦争後にこれらを引き継いだ台湾鉄路管理局では、DT580形 (DT581 - 618) と改められた。戦後には、廃車の部品を組み合わせて1両 (DT619) が再製されている。
台湾の「9600形」について特筆すべきは、本形式に先立つ1920年（大正9年）にアメリカン・ロコモティブ（アルコ）社スケネクタディ工場で、同系機（600形）が製造されていることで、14両 (600 - 613) が輸入されている。原型の板台枠を棒台枠に変更し、火格子面積も増大されており、乗り心地や投炭の楽さは、本形式に優っていたという。細部の設計もアメリカナイズされていたが、原設計を日本で行なった機関車をアメリカで製造した唯一の例である。
- 1923年：台湾総督府鉄道800 - 802 → 台湾鉄路管理局DT581 - DT583（3両・川崎造船所・製造番号868 - 870）
- 1924年：台湾総督府鉄道803 - 806 → 台湾鉄路管理局DT584 - DT587（4両・汽車製造・製造番号741 - 744）
- 1925年：台湾総督府鉄道807 - 810 → 台湾鉄路管理局DT588 - DT591（4両・川崎造船所・製造番号1068 - 1071）
- 1926年：台湾総督府鉄道811 - 815 → 台湾鉄路管理局DT592 - DT596（5両・川崎造船所・製造番号1150 - 1154）
- 1927年：台湾総督府鉄道816 - 820 → 台湾鉄路管理局DT597 - DT601（5両・日立製作所・製造番号257 - 261）
- 1928年：台湾総督府鉄道821 - 824 → 台湾鉄路管理局DT602 - DT605（4両・川崎車輛・製造番号1273 - 1276）
- 1929年：台湾総督府鉄道825 - 829 → 台湾鉄路管理局DT606 - DT610（5両・汽車製造・製造番号1098 - 1102）
- 1930年：台湾総督府鉄道830 - 833 → 台湾鉄路管理局DT611 - DT613（4両・日本車輌製造・製造番号241 - 244、831は戦災廃車）
- 1937年：台湾総督府鉄道834 - 835 → 台湾鉄路管理局DT614 - DT615（2両・日立製作所・製造番号808 - 809）
- 1939年：台湾総督府鉄道836 - 838 → 台湾鉄路管理局DT616 - DT618（3両・三菱造船所）
- 台湾鉄路管理局DT619（廃車した車両を部品の組み合わせにより再製したもの）

### 私鉄の同形機
9600形は、北海道の炭鉱鉄道を中心に同形機が製造されている。これは、軸重が軽い割に牽引力が大きいという本形式の特徴が、炭鉱鉄道の要求に合致したものといえよう。後述の払下げ機とともに石炭輸送に従事した。
- 三菱鉱業大夕張鉄道
  - 1937年（昭和12年）8月にNo.3（製造番号876）、1941年1月にNo.4（製造番号1300）がいずれも日立製作所で新製された。この機関車は逆機に適するよう、C56形に似た、炭庫の側部を削り、その後端を低くしたスロープ型テンダーを装備している。No.4は、当初から美唄鉄道に貸し渡されていたが、1947年（昭和22年）12月に大夕張鉄道に戻った。
  - 1959年（昭和34年）から1960年（昭和35年）にかけて、美唄鉄道の5が貸し渡されてNo.15として使用され、1969年（昭和44年）10月に同機が転入してNo.2となった。No.2とNo.4は1974年（昭和49年）1月、No.3は同年3月に廃車となった。
- 三菱鉱業美唄鉄道
  - 前述のように、1941年（昭和16年）日立製作所製のNo.4が借入れられたが、1947年（昭和22年）に大夕張鉄道に戻っている。また、1940年（昭和15年）川崎車輛製の5（製造番号2393）が三菱石炭油化工業から転入しているが、1974年（昭和49年）に大夕張鉄道で廃車となった。
- 三菱石炭油化工業（樺太本斗郡内幌村）
  - 1940年（昭和15年）に2両 (21, 22) が川崎車輛で製造された。1両（22。製造番号2393）は、美唄鉄道に移って5となっている。21のソ連接収後の消息は不明。
- 夕張鉄道
  - 開業以降9600形の縮小版である11形を使用してきた夕張鉄道には、1941年（昭和16年）7月に川崎車輛製の1両（21。製造番号2530）が入線している。この機関車が、9600系蒸気機関車の最終製造車である。1975年の夕張鉄道廃止時まで在籍し、同鉄道の一部を引き継いだ専用線で行われた、映画『新幹線大爆破』の撮影でSL+貨車+DLの推進運転での爆破シーンに登場。その後、整備され栗山町に保存された。

## 運用

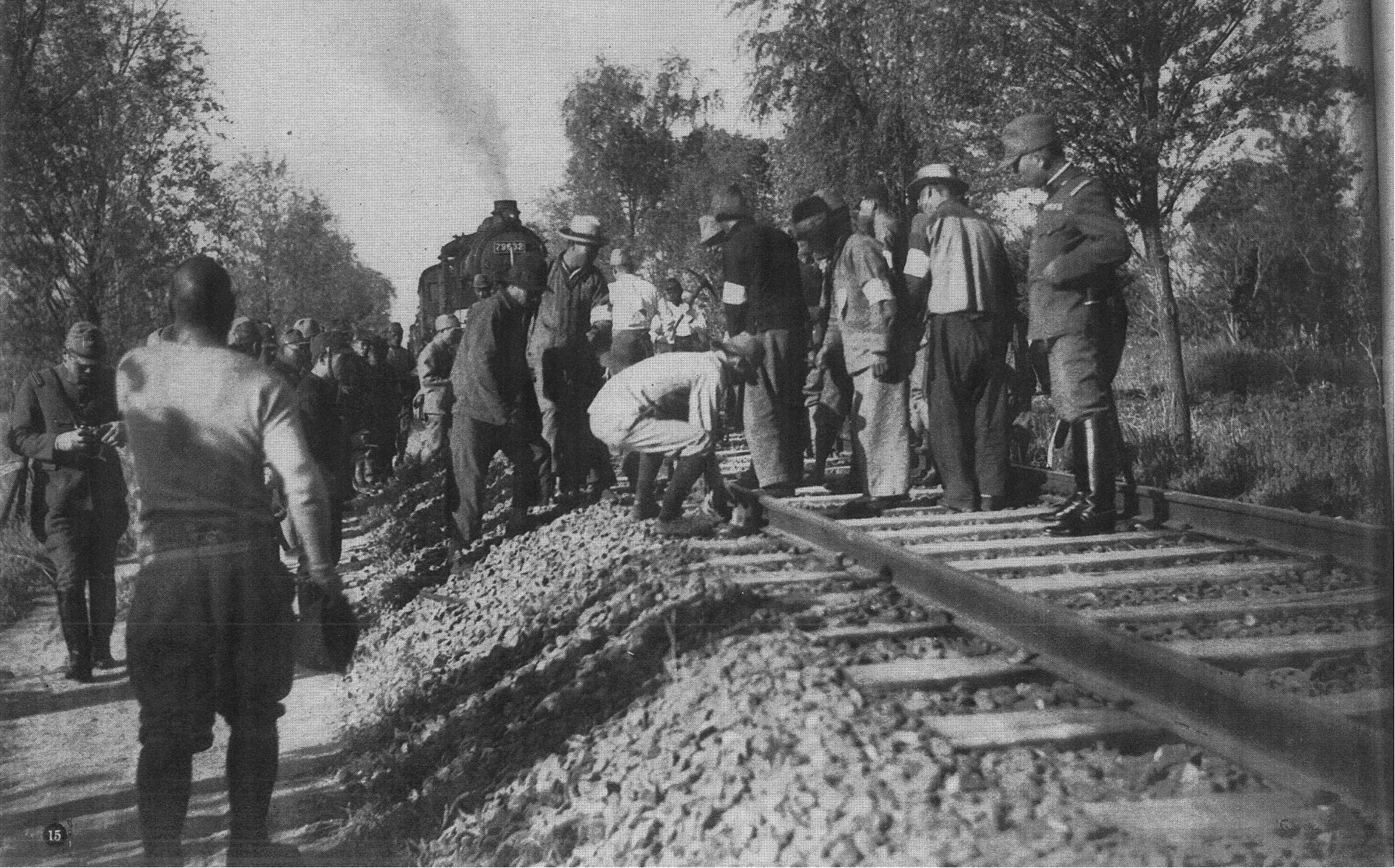
標準軌上で運用中の供出機。
" 79632 " の番号が判読できる
（杭州 - 上海間、1938年4月17日）

製造当初は東海道本線などの幹線でも用いられたが、より牽引力の強いD50形が1923年（大正12年）に、またD51形が1936年（昭和11年）に出現すると主要幹線を追われ全国各地の亜幹線や支線に分散した。1929年（昭和4年）に30t積み石炭車の走行抵抗を測定した上で、1930年（昭和5年）に室蘭本線の運炭列車で単機牽引の2000t列車が設定された。
出力の割には軸重が軽く運用線区を選ばないのが特長で、このため1937年（昭和12年）に日中戦争が始まると、陸軍の要請により、鉄道省の工場で標準軌に改軌のうえ中国に送られた。改造は1938年（昭和13年）2月から1939年（昭和14年）4月にかけて6次にわたって行なわれ、実に本形式の総両数の3分の1弱にあたる251両が供出されている。詳細は不明であるが、150両が華北交通でソリホ形 (1501 -)、残りの一部が華中鉄道でソリロ形と称したとされる。戦後、華中鉄道から中華民国へ引き継がれたのは、80両であった。そのうちの10両が華北交通に貸し出されており、これら以外については、日本陸軍が管理した線区で使用されていたと推定されている。
さらに1941年（昭和16年）に4両 (9620, 9622, 9639, 9659) が廃車となっているが、これらも改軌の上で中国に送られたものと思われる。また、1944年（昭和19年）には、6両 (29619, 29655, 59660, 59677, 69626, 69687) が輸送力増強のため樺太鉄道局に転属した。いずれも日本の太平洋戦争敗戦とともに中国およびソ連に接収され、帰還したものは1両もない。中国に接収されたものはKD5型と改称され、さらに一部は1,000mm軌間に改軌されKD55型となった。KD55型は昆明鉄路局宜良機務段（機関区）に配属されベトナム国境に続く昆河線にて1980年代まで運用されていた。
本形式で、軍に供出されたもの（昭和16年廃車分を除く）の番号は次のとおりである。
- 9600 - 9605, 9609, 9611, 9618, 9623, 9635, 9650 - 9653, 9655, 9656, 9664, 9668, 9669, 9671 - 9676, 9679, 9683, 9689, 9690, 9692（31両）
- 19618, 19621, 19623 - 19625, 19628, 19631, 19632, 19635, 19637, 19639, 19641 - 19644, 19646, 19657, 19658, 19677, 19679, 19681, 19682, 19685, 19689, 19693, 19694 , 19698, 19699（28両）
- 29606, 29610, 29616, 29624, 29632, 29637, 29640, 29644, 29646 - 29650, 29653, 29658, 29662 - 29667, 29671 - 29673, 29677 - 29679, 29684, 29686, 29693（30両）
- 39603, 39604, 39606 - 39608, 39610, 39611, 39613, 39614, 39622, 39633, 39643 - 39646, 39648 - 39652, 39657, 39660, 39665, 39666, 39675, 39676, 39678, 39684, 39691, 39693, 39698（31両）
- 49609, 49611, 49614, 49623 - 49625, 49628 - 49630, 49633, 49646, 49647, 49661, 49667 ,49668, 49677, 49680, 49682 - 49684, 49689, 49697（22両）
- 59605, 59606, 59608, 59620 - 59625, 59628, 59629, 59631, 59633, 59637 - 59646, 59649, 59651, 59662, 59664 - 59668, 59671, 59673, 59675, 59676, 59678, 59682, 59685 - 59687, 59697 - 59699（43両）
- 69604 - 69606, 69609, 69611, 69612, 69617, 69631, 69639, 69641, 69643, 49645, 69647, 69651, 69654, 69655, 69662, 69666, 69668, 69669, 69671, 69672, 69674 - 69676, 69679, 69681, 69682, 69688, 69691, 69695 - 69698（34両）
- 79603, 79612, 79614, 79621 - 79623, 79625, 7962, 79628 - 79632, 79634, 79636, 79637, 79640, 79641, 79644 - 79651, 79654 - 79656, 79660, 79662, 79663（32両）

華中・華北向け供出（特別廃車）年月別両数は次のとおり
- 第1次：1938年2月 - 100両
- 第2次：1938年3月 - 2両
- 第3次：1938年5月 - 43両
- 第4次：1938年8月 - 35両
- 第5次：1938年9月 - 40両
- 第6次：1939年4月 - 31両

戦後は北海道・九州の石炭輸送路線や、米坂線・宮津線など、貨物輸送量が多かったり急勾配を抱えていたりするにもかかわらず、路盤の弱い路線を中心に使用された。特筆すべき点として室蘭本線にて牽引力テストが行われた際、3000トンの超重量列車の引き出しに成功したことが挙げられる。使い勝手の良さ、レールへの粘着力、列車の牽引力において決定的な代替能力を有する機関車がなかなか開発されなかったため、古い形式でありながら蒸気機関車の運用末期まで残った。
歴史が長いだけにその形態は変化に富んでいる。キャブ裾や窓の形状、自動連結器への改造工事跡のバッファー穴や、空気制動化への改造によるエアータンクの位置など、個体ごとの変化が多い。さらに四国を除く、北海道から九州まで数多くの機関区に所属。これらの地域や事情に適合させるために様々な改良、改造が行われた。テンダーの形状、デフレクターの有無や形状、煙突や蒸気ドームの形状や高さ、前照灯の増設など、そのスタイルは実にバラエティに富んでいる。
最後に残ったのは室蘭本線追分駅近くにあった追分機関区の入換用に使用されていた39679、49648、79602の3両で、1976年（昭和51年）3月2日に最終仕業となった。そのうち79602は3月25日まで有火予備で残っていた。これを最後に国鉄の蒸気機関車は保存用を除いてそのすべてが姿を消した。実働63年、最初期の標準型国産蒸気機関車として登場し、日本の蒸気機関車の終焉を見届けた最も長命な蒸気機関車であった。
この後39679は、苗穂工場に長期留置されたものの、保存されずに解体され、49648は中頓別町の寿公園に保存された。また79602も保存のため追分機関区扇形庫内に保管されていたが、1976年（昭和51年）4月13日の追分機関区の火災により焼損し、解体されてしまった。

## 譲渡

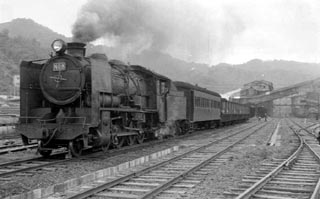
三菱大夕張鉄道のNo.8

本形式は、その特性上重量貨物列車の運転される北海道の炭鉱鉄道を中心に払下げられた。最初は1942年（昭和17年）に三菱鉱業美唄鉄道に払下げられた69603であるが、その後、1964年（昭和37年）までに21両が9社に払下げられている。
- 三菱鉱業美唄鉄道（2両）
  - 69603→6（1942年12月譲受、1945年6月改番。1972年廃車。静態保存）
  - 9616→7（1958年7月譲受、1958年9月改番。1971年三菱大夕張炭砿大夕張鉄道に転出）
- 夕張鉄道（21形・7両）
  - 9682→22（1948年8月11日譲受、1971年廃車、北炭真谷地鉱業所に譲渡）
  - 9614→23（1956年1月5日譲受、1970年廃車）
  - 9645→24（1960年10月19日譲受、1969年廃車、北炭真谷地鉱業所に譲渡）
  - 49694→25（1961年8月8日譲受、1975年廃止時まで在籍）
  - 29674→26（1962年6月19日譲受、1975年廃止時まで在籍）
  - 49636→27（1963年6月17日譲受、1975年廃止時まで在籍）
  - 49650→28（1964年9月7日譲受、1975年廃止時まで在籍）
- 天塩炭礦鉄道（9600形・2両）
  - 9617→3（1949年4月20日使用開始）
  - 49695→9600-3（1959年9月30日譲受、1950年3月8日三菱芦別鉱業所専用鉄道に譲渡）
- 三井芦別鉄道（9600形・2両）
  - 39694→9600-1（1949年譲受、1960年7月27日廃車）
  - 59616→9600-2（1952年譲受、1965年5月18日廃車）
- 日曹炭鉱天塩砿業所専用鉄道（4両）
  - 9615，9643（1949年譲受）
  - 19669（1959年譲受）
  - 49678（1961年）
- 三菱鉱業大夕張鉄道→三菱大夕張炭砿大夕張鉄道（4両）
  - 39695→No.5（1950年6月譲受、1974年3月廃車。テンダは9600形オリジナルではなく、9600形の原型となった9550形/9580形タイプのもの）
  - 9600-3（旧49695）→No.6（1962年三菱鉱業芦別鉱業所専用鉄道から転入、1974年3月廃車）
  - 9613→No.7（1963年1月三菱鉱業芦別鉱業所専用鉄道から転入、1974年3月廃車）
  - 7（旧9616）→No.8（1971年6月美唄鉄道から転入、1974年3月廃車）
- 東洋高圧北海道工業所専用鉄道（1両）
  - 49640（1951年譲受）
- 三菱鉱業芦別鉱業所専用鉄道（2両）
  - 9613（1955年譲受、1963年1月三菱鉱業大夕張鉄道に転出）
  - 49695→9600-3（1950年3月天塩炭礦鉄道から譲受、1962年10月三菱鉱業大夕張鉄道に譲渡）
- 陸上自衛隊第101建設隊（1両）
  - 9677（1961年）
- 北炭真谷地炭鉱専用鉄道（2両）
  - 22（1971年夕張鉄道から譲受。
  - 24（1969年6月夕張鉄道から譲受、1977年廃車）

## 保存機
両数が多く、蒸気機関車の最末期まで残ったことから、静態保存機は全国各地にある。石炭貨物列車に使用されていたことから北海道・九州での保存が多い。車籍のある動態保存機はないが、真岡駅SLキューロク館の49671は圧搾空気による走行が可能となっている。
| 画像                                  | 番号                               | 所在地                                                                      | 備考 |
| ------------------------------------- | ---------------------------------- | --------------------------------------------------------------------------- | --- |
|                                       | 49648                              | 北海道枝幸郡中頓別町字寿64番地1 寿公園                                      | 動態保存を除く国鉄最後の蒸気機関車として追分機関区で使用された3両のうち唯一保存された。北海道形切詰除煙板装備 |
|                                       | 49678 （国鉄→日曹炭鉱天塩鉱業所）  | 北海道天塩郡豊富町 森林自然公園 ※解体済み                                   | 2004年6月に解体された。 |
|                                       | 59601                              | 北海道名寄市字緑丘222 名寄市北国博物館                                      | マックレー式雪かき車キ911、ロータリー式雪かき車キ604、機関車D51398、車掌車ヨ4456と連結し「キマロキ編成」を再現した状態で展示されている。2010年、排雪列車「キマロキ」編成として、準鉄道記念物に指定された。 |
| 渚滑駅跡の69644                       | 69644                              | 北海道紋別市渚滑町3丁目 渚滑ふれあいパークゴルフ場 （旧渚滑駅跡）           | 2004年に市内の運動公園より移設された。 |
|                                       | 39628                              | 北海道紋別郡滝上町元町 滝上町郷土館                                         | ラッセル式除雪車キ277と連結し除雪列車を再現した状態で展示されている。 |
|                                       | 49643                              | 北海道網走市字卯原内 卯原内交通公園 （旧卯原内駅跡）                        | 客車オハ47 508と連結されている。 |
|                                       | 59683                              | 北海道斜里郡斜里町本町48 町民公園                                           | |
|                                       | 19671                              | 北海道帯広市愛国町基線 愛国鉄道記念館 （旧愛国駅跡）                        | 北海道形切詰除煙板装備 |
|                                       | 59672                              | 北海道上川郡新得町字新得 旧狩勝線資料館                                     | 客車ナハネ20 132、ナロネ21 551、ナロネ22 153と連結されている。かつては「狩勝高原SLホテル」というSLホテルであったが1990年代に廃業し、その後NPO法人「旧狩勝線を楽しむ会」が整備し資料館として再活用している。 |
|                                       | 59611                              | 北海道広尾郡大樹町東本通 柏林公園                                           | |
|                                       | 49600                              | 北海道上川郡美瑛町中町4丁目2 中町公園                                       | |
|                                       | 29638                              | 北海道旭川市神居古潭 古潭公園 （旧神居古潭駅跡）                            | 北海道形切詰除煙板装備 |
|                                       | 9645                               | 北海道深川市上多度志 ※個人所有                                              | 旧国鉄9645で1960年に夕張鉄道に譲渡されたのち1969年に真谷地炭鉱に転属、24号となった。廃車後は9645のナンバープレートを取り付け保存されている。 |
|                                       | 59609                              | 北海道三笠市幌内町2丁目287 三笠鉄道記念館                                   | 廃車後保存前に29622（新潟県立自然科学館に保存）とナンバープレートが入れ替わっており、29622に59609のナンバープレートを取り付けたものである可能性が指摘されている。北海道形切詰除煙板装備 |
|                                       | 三菱大夕張鉄道 No.4                | 北海道夕張市高松7番1号 夕張石炭の歴史村SL館                                 | 三菱大夕張鉄道自社発注機 |
|                                       | 夕張鉄道 21                        | 北海道夕張郡栗山町桜丘2丁目38番16号 栗山公園                                | 夕張鉄道自社発注機 |
|                                       | 夕張鉄道 25 （旧国鉄49694）        | 北海道夕張郡長沼町東6線北 ながぬまコミュニティ公園 マオイオートキャンプ場前 | |
|                                       | 9615 （国鉄→日曹炭鉱天塩鉱業所）   | 北海道江別市 日本鉄道保存協会所有 ※非公開                                   | |
|                                       | 三菱大夕張鉄道 No.3                | 北海道江別市 日本鉄道保存協会所有 ※非公開                                   | |
|                                       | 三菱大夕張鉄道 No.7 （旧国鉄9613） | 北海道江別市 日本鉄道保存協会所有 ※非公開                                   | |
|                                       | 三菱大夕張鉄道 No.8 （旧国鉄9616） | 北海道江別市 日本鉄道保存協会所有 ※非公開                                   | |
|                                       | 79616                              | 北海道沙流郡日高町字富岡 日高山岳ビラパーク                                 | SLホテルとして使用されていたひだか高原荘より移設された。 |
|                                       | 59614                              | 北海道小樽市朝里川温泉130番地 北海道ワイン小樽醸造所                        | D51 286、スハフ44 6、スハフ44 7と連結されている。 |
|                                       | 79615                              | 北海道虻田郡倶知安町南3条東4丁目2番地2 文化福祉センター                     | 2座式前照灯を装備し、「二ツ目羊蹄号」の愛称で親しまれている |
| サッポロビール園保存時 ニセコ駅移設後 | 9643 （国鉄→日曹炭鉱天塩鉱業所）   | 北海道虻田郡ニセコ町 ニセコ駅                                               | サッポロビール園で展示されていたが、2017年6月3日に移設。移設後は補修のため非公開だったが、現在は見学が可能である。2017年11月4日に、「ニセコエクスプレス」ラストランにあわせて汽笛が吹鳴された。 |
|                                       | 9625                               | 岩手県宮古市磯鶏西5-5 SL公園(三陸鉄道リアス線磯鶏駅西側）                   | |
|                                       | 9632                               | 山形県酒田市 日和山公園 ※解体済み                                           | 2007年夏に解体された。 |
|                                       | 9667                               | 茨城県高萩市高浜町1丁目42 勤労青少年ホーム                                  | 旧国鉄と市が無償賃貸借契約を結んで保存されたが、2025年に高萩市議会は老朽化による解体も視野に入れた調査費の支出を可決した。 |
|                                       | 49671                              | 栃木県真岡市台町2474番地6 SLキューロク館                                    | 2013年に真岡市の井頭公園から移設された。車籍はないが、圧縮空気により館内の線路を走行することが可能で、現在保存されている9600形で唯一可働状態にある機関車である。 現役時代は北海道で使用されていた機関車であり北海道形切詰除煙板を装備する。ただし現役時に装備したことは一度もない。また館内の案内板では「青函連絡船函館有川桟橋の入換用に使用された時期があり、同桟橋の構内は右カーブが連続していたことから運転台が右側に移設されている。」とされているものの、有川桟橋は左カーブであり正確ではない。 |
|                                       | 9687                               | 埼玉県川口市西青木4丁目8番1号 青木町公園総合運動場                          | |
|                                       | 39685                              | 埼玉県さいたま市中央区 さいたま市中央区役所 ※解体済み                       | 米坂線用で1971年に廃車後に当時の与野市役所に設置された。2016年9月老朽化のため解体。 解体後、部品の一部とナンバープレート・製造銘板はさいたま市与野郷土資料館で展示。その他に同機の物とみられる蒸気ドームカバー、汽笛、安全弁が埼玉県さいたま市の鉄道博物館で展示されている。 |
|                                       | 9608                               | 東京都青梅市勝沼2丁目155番地 青梅鉄道公園                                   | 青梅鉄道公園開園時から保存されている現存最若番の9600形。運転室下部がS字ラインになっている最初期形であり、現在一般に公開展示されている唯一の最初期形。 |
|                                       | 9644                               | 新潟県北蒲原郡聖籠町 聖籠町公民館 ※解体済み                                 | 1998年9月に解体された。 |
|                                       | 29622                              | 新潟県新潟市中央区女池南3丁目1番1号 新潟県立自然科学館                      | 廃車後保存前に59609（三笠鉄道記念館に保存）とナンバープレートが入れ替わっており、59609に29622のナンバープレートを取り付けたものである可能性が指摘されている。北海道形切詰除煙板装備 |
|                                       | 29657                              | 新潟県魚沼市西名新田 守門温泉青雲館跡 ※解体済み                             | 元はSLホテル。2015年に施設が閉館し放置状態となっていた。2022年に客車とともに解体。 |
| （移設前）                            | 9628                               | 富山県富山市牛島本町1-6 牛島公園                                            | 2017年12月にそれまで保存されていた富山市の富山城址公園から撤去されて修復工事を実施し、2020年11月に現在地に移設された。 2021年の公開が計画され、予定通り公開された。 |
|                                       | 9646                               | 長野県長野市豊野町豊野612−8 豊野公民館                                      | 国鉄が企画した映画『蒸気機関車 その100年』のロケに使用されたため、連結器が製造当初のねじ式連結器となっている。 |
|                                       | 19648                              | 岐阜県高山市昭和町2丁目45番地1 昭和児童公園                                 | 公園の隅に屋根付きで、キ132と一緒に保存。 |
|                                       | 49616                              | 静岡県榛原郡川根本町 大井川鐵道千頭駅構内                                   | 2014年3月22日より、『きかんしゃトーマス』の登場キャラクター「ヒロ」を模した装飾が施されている。北海道形切詰除煙板装備 |
|                                       | 9633                               | 京都府京都市下京区観喜寺町 京都鉄道博物館                                   | 1972年に梅小路蒸気機関車館（京都鉄道博物館の前身）の開館に伴い保存された。2006年に「梅小路の蒸気機関車群と関連施設」として準鉄道記念物に指定された。 開館当初は車籍を有する動態保存車であったが、現在は除籍され静態保存となっている。 |
|                                       | 79642                              | 愛媛県八幡浜市八代字王子 王子の森公園                                       | 四国で保存されているが、四国で使用されたものではなく、現役時の最終配置は追分機関区で1976年まで在籍したものである。北海道形切詰除煙板を装備し、前面には大型手すりが設置されている。 |
|                                       | 59634                              | 福岡県北九州市門司区清滝2丁目3番29号 九州鉄道記念館                         | もと米坂線用で、1974年に後藤寺機関区に転属し翌年廃車になるまで使用された。当初は糟屋郡粕屋町中央公園で保存されていた。のちに整備の上で小倉工場で保存され、2003年に九州鉄道記念館開館に伴い移設された。 |
|                                       | 19633                              | 福岡県北九州市若松区久岐の浜 久岐の浜シーサイド市営住宅脇 ※解体済み         | 旧若松機関区跡。2020年に食品メーカーの山口油屋福太郎への譲渡が発表され、同社の福岡県添田町にある工場内に移設される予定と報じられた。 しかし、全体の保存叶わず2024年4月に解体撤去された。残された前面や動輪などの一部は前述の食品メーカーへ移設された。 |
|                                       | 49627                              | 福岡県福岡市東区箱崎7丁目8 貝塚公園                                         | ナハネフ22 1007と連結されている。門鉄式除煙板を装備するが、保存開始後に取り付けられたものである。 |
|                                       | 59647                              | 福岡県直方市大字頓野550-1 汽車倶楽部 ※非公開                                | 1974年12月22日に59684とともに筑豊本線でのSLさよなら列車に使用された。 当初は直方市内の勤労青少年ホームに保存されていたが、1999年に地元のNPO法人「汽車倶楽部」が修復を行い店舗敷地内に移設した。門鉄式除煙板装備 |
|                                       | 59684                              | 福岡県田川市大字伊田2734-1 田川市石炭・歴史博物館                           | 1974年12月22日に59647とともに筑豊本線でのSLさよなら列車に使用された。三池鉄道セ1208と連結されている。門鉄式除煙板装備 |
|                                       | 29611                              | 佐賀県杵島郡大町町大字福母297-4 おおまち情報プラザ                          | |
|                                       | 69608                              | 佐賀県唐津市 東港埠頭 ※解体済み                                             | 1973年8月28日に唐津線でのさよなら運転に使用された。廃車後当初は東唐津児童遊園地に保存されていたが、唐津港開港100周年記念事業として東港埠頭に移設された。 海沿いに移設したこともあり老朽化が進行し、連結されていたセム2000号貨車と共に2007年2月に解体された。 |
|                                       | 69665                              | 熊本県熊本市中央区古京町3-2 熊本市立熊本博物館                              | 豊肥本線で使用されていた9600形のうちの1両。門鉄式除煙板装備 |
|                                       | 59670                              | 熊本県阿蘇市 阿蘇簡易保険保養センター ※解体済み                             | 2000年11月に解体された。 |
|                                       | 29612                              | 大分県玖珠郡玖珠町大字帆足242-7 旧豊後森機関庫                              | かつては糟屋郡志免町の中の坪公園に保存されていた。 老朽化により2013年度内に解体する方針が示されていたものを玖珠町が引き取り、上記59647の修復を行った「汽車倶楽部」が修復し2015年6月に移設・展示された。 |
|                                       | 台湾鉄路管理局 DT609               | 台湾 高雄市鼓山区鼓山一路32号 旧打狗駅故事館                                | 2011年に同市蓮池潭総合遊楽園区から移設された。 |
|                                       | 中華人民共和国鉄道部 KD5-373       | 中国 北京市朝陽区 中国鉄道博物館                                            | |
|                                       | 中華人民共和国鉄道部 KD55-579      | 中国 北京市朝陽区 中国鉄道博物館                                            | |
|                                       | 中華人民共和国鉄道部 KD55-583      | 中国 雲南省昆明市盤竜区 雲南鉄路博物館                                      | |

### 動輪のみ保存
- 29600：新大阪駅正面口付近に第2動輪保存。

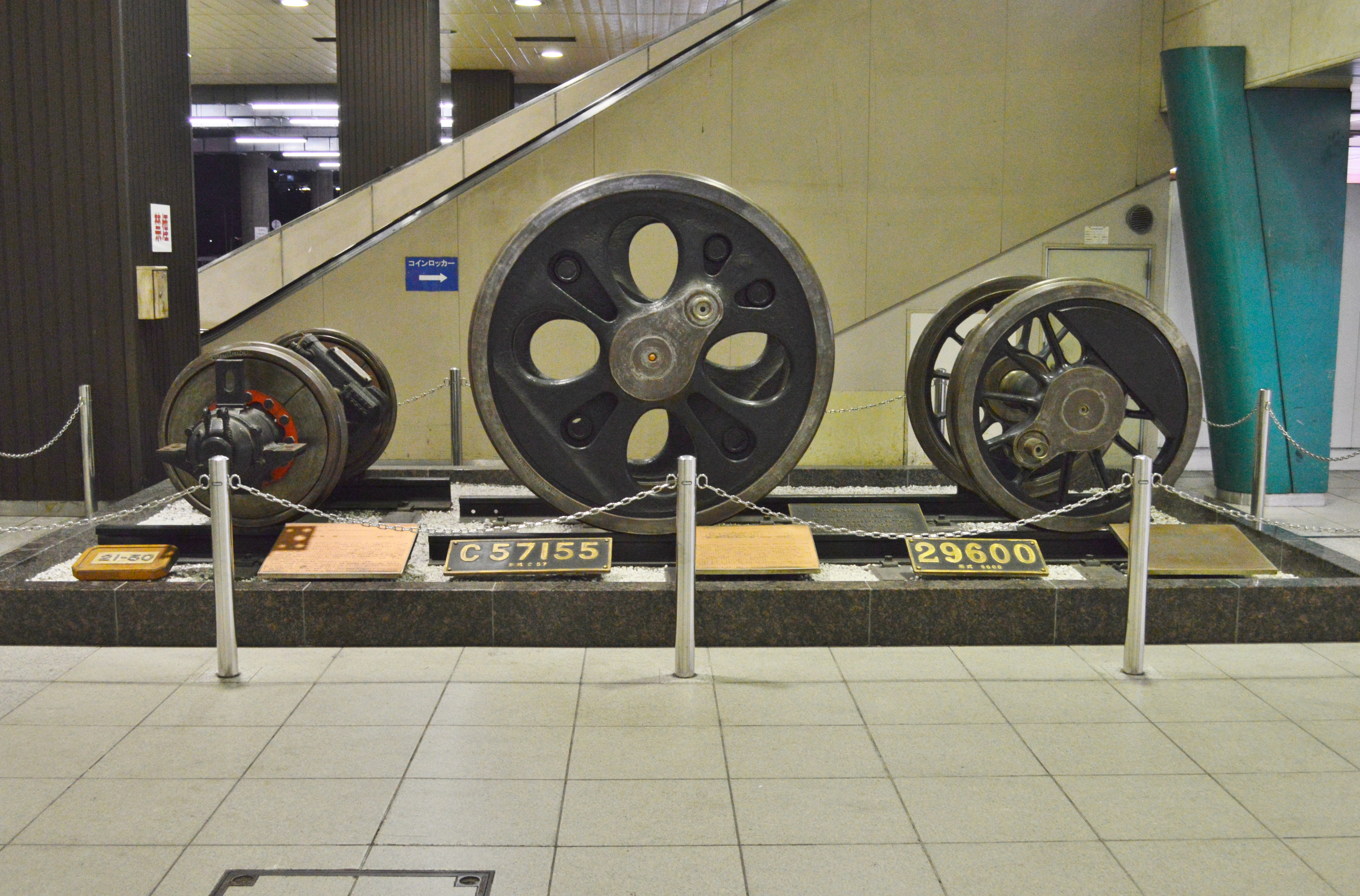
新大阪駅に設置されている29600の動輪

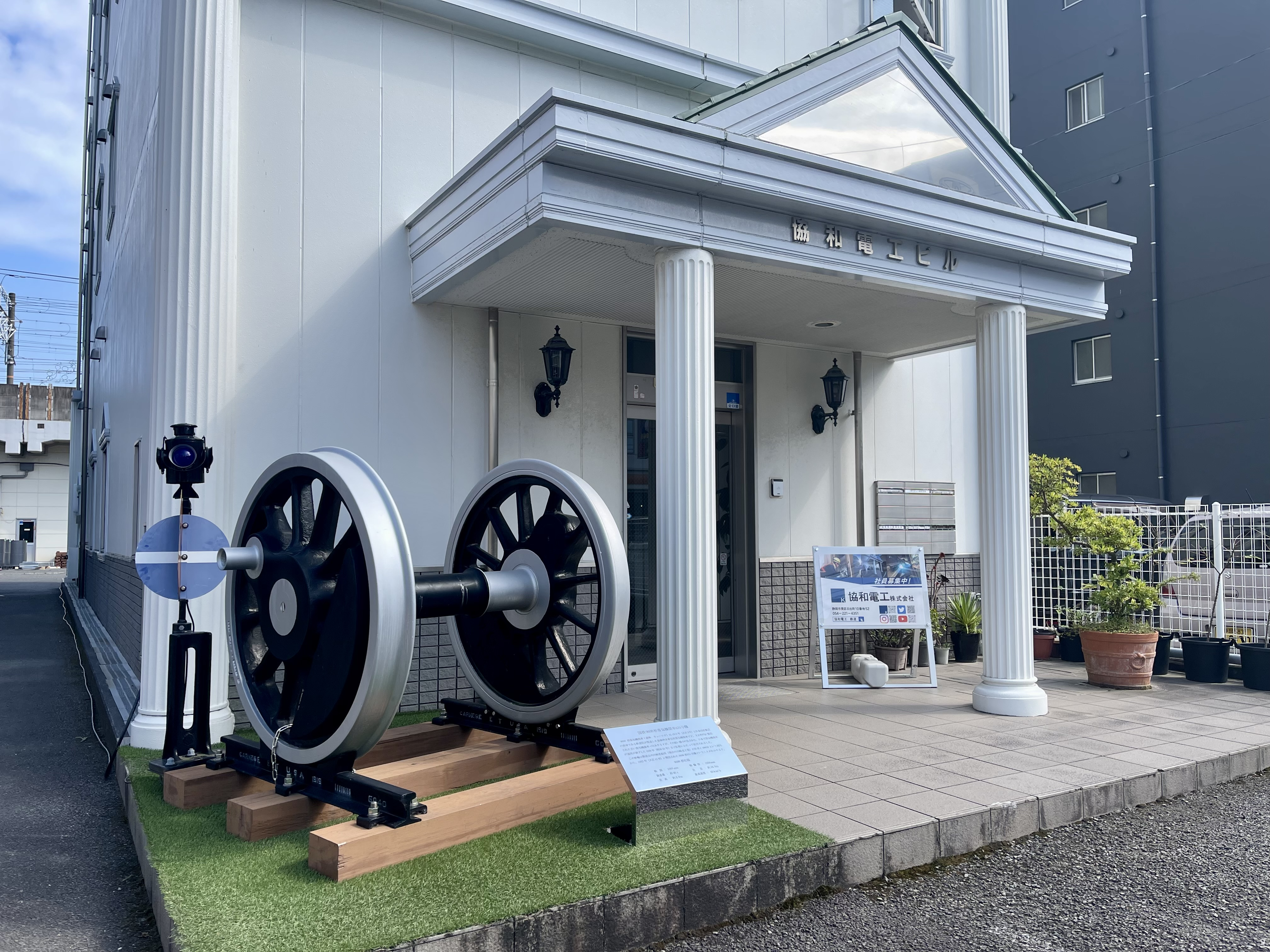
協和電工株式会社に設置されている69630の動輪

- 69630：協和電工株式会社入口に保存。

## 模型
東京都目黒区にある日本工業大学付属東京工業高等学校（現・日本工業大学駒場高等学校）の機械科では、9600形の1/10スケールのライブスチームを実習教材として製作している。それも本格的なもので、ボイラーは労働基準監督署認可のものであり、寄贈されたり、貸し出されたりした車両は、全国の施設で運用されている。学校生徒による運用は主に目黒SUN祭りや学校のオープンキャンパス等で、貸出車では碓氷峠鉄道文化むらのミニSLが有名。また寄贈車も存在して、ホビーセンターカトー東京店の2階に旧仕様の9600形が展示されている。また、埼玉県越生町の越生梅林にも期間限定であるがかつて八高線を走っていた9600形を模したミニSLが走っている。
1914年、川崎造船所は1/26の銀製の9600形の模型を製作し鉄道院に贈った。戦前はこの模型は神田の鉄道博物館1Fホールに飾られていたという。交通博物館閉館後は大宮の鉄道博物館に引き継がれ、2013年の鉄道博物館第5回コレクション展「模型でたどる鉄道史」において公開された。

## 9600形の付番法
9600形の製造順と番号の対応は、1番目が9600、2番目が9601、3番目が9602、…、100番目が9699となるが、101番目を9700とすると既にあった9700形と重複するので、101番目は万位に1をつけて19600とした。その後も同様で、下2桁を00から始め、99に達すると次は万位の数字を1つ繰り上げて再び下2桁を00から始め…という付番法とした。したがって、100番目ごとに万位の数字が繰り上がり、200番目が19699、201番目が29600、…となる。
このため、ナンバーと製造順を対応させる公式は、
- 万の位の数字×100+下二桁の数字+1=製造順

となる。
例えば59634であれば万の位の数字が5、下2桁が34となるので、製造順は5×100+34+1=535両目となる。

## 登場した作品

### 映画
- 兵隊やくざ（1965） -満洲国国鉄線にて南方へ向かう兵員輸送列車の牽引機として登場。無論実際に満州にて運用された機関車・客車は登場せず、代用として使用された。
- 旅路（1967）[注 14]

- 蒸気機関車その100年（1972）

- 吹雪の名寄本線 天北峠に挑む9600[注 15] - ヒストリーチャンネル（2007年6月20日放送）
- 新幹線大爆破

### テレビドラマ
- 旅路 - 1967年（昭和42年）のNHK連続テレビ小説。主に現・梅小路蒸気機関車館保存機の9633号機が登場。

### ＴＶゲーム
- サクラ大戦（SS版1996年9月21日発売）さくらエンディングでメインヒロインのさくらが乗った旅客列車の牽引機として登場。